# Saša Stanišić

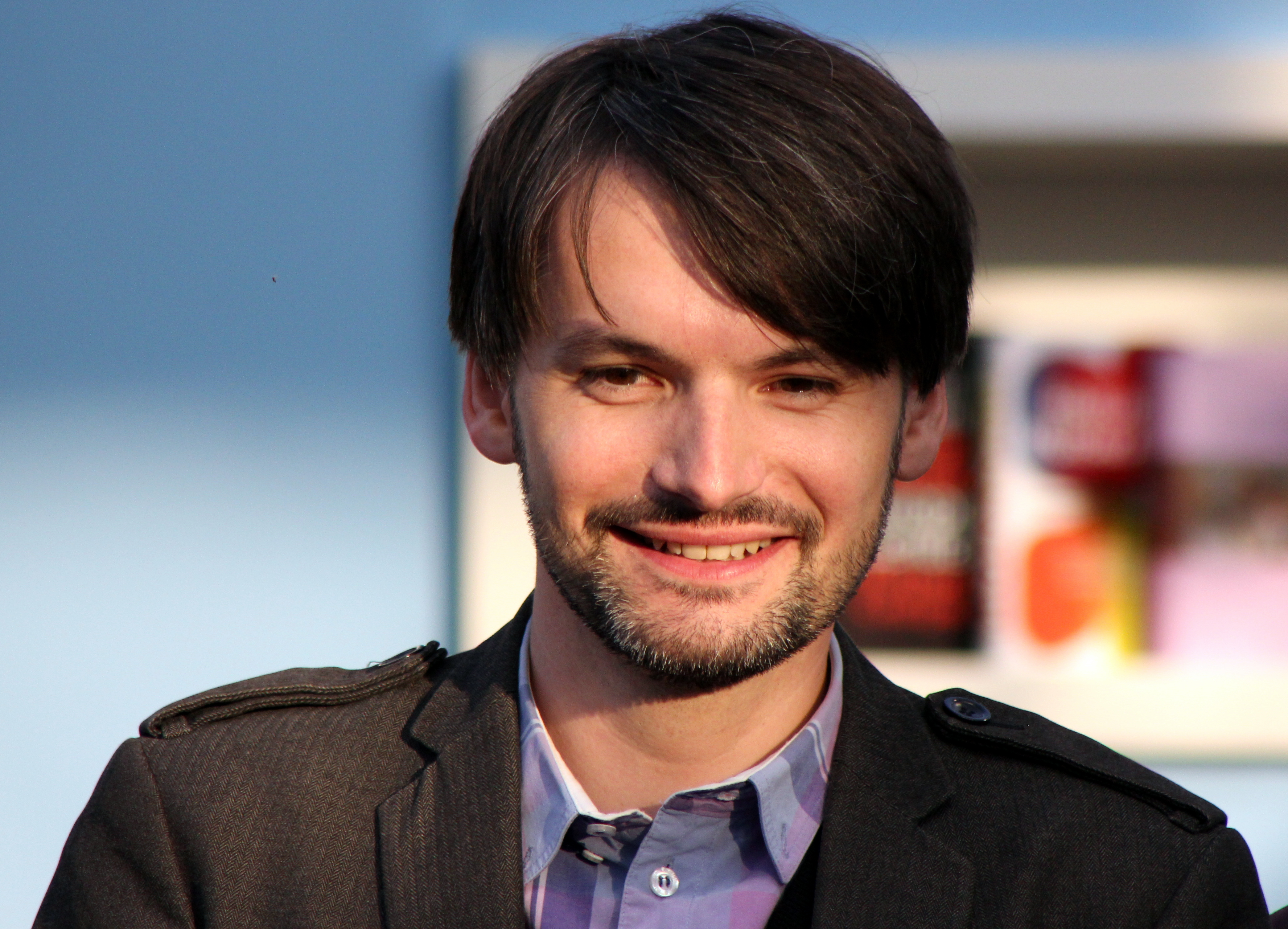
Saša Stanišić (2014)

Saša Stanišić (* 17. března 1978, Višegrad, Jugoslávie) je německy píšící spisovatel, původem z Bosny a Hercegoviny, žijící v Německu. Během války v bývalé Jugoslávii utekl ve věku 14 let s rodinou z Bosny a Hercegoviny ke strýci do Heidelbergu.

## Život
Narodil se ve Višegradu v Bosně a Hercegovině bosenské matce a srbskému otci. Když jeho rodiče posléze v roce 1998 odcestovali do Spojených států, Saša v Německu zůstal. Na univerzitě v Heidelbergu studoval slavistiku a němčinu jako cizí jazyk (DaF). Vyučovat němčině cizince bylo vždy jeho vysněným přáním.

## Dílo
Za svoji literární činnost byl k roku 2016 již dvakrát (tj. finalista roku 2006, v širší nominaci roku 2014) nominován na Německou knižní cenu. Jeho literární prvotina, Jak voják opravuje gramofon, byla přeložena do 31 jazyků. Český literární časopis A2 zařadil tento román mezi nejlepší světové prózy po roce 2000.

### České překlady z němčiny
- Jak voják opravuje gramofon (Wie der Soldat das Grammophon repariert: Roman). 1. vyd. Praha: Labyrint, 2011. 291 S. Překlad: Tomáš Dimter
- Noc před oslavou (Vor dem Fest: Roman). 1. vyd. Praha: Labyrint, 2016. 290 S. Překlad: Tomáš Dimter

## Literární ocenění
- 2005 - Cena publika při Ceně Ingeborg Bachmannové
- 2006 - Stipendium Grenzgänger Nadace Roberta Bosche
- 2006/2007 - Městský písař města Štýrského Hradce
- 2007 - Stipendium při Literární ceně města Brémy za román Jak voják opravuje gramofon
- 2008 - Cena Adelberta von Chamisso[13]
- 2013 - Stipendium při Literární ceně Heimita von Doderera
- 2013 - Cena Alfreda Döblina za připravovaný román Noc před oslavou[14]
- 2013 - Hohenemská literární cena
- 2014 - Cena Lipského knižního veletrhu za román Noc před oslavou[15][16]
- 2016 - Literární cena regionu Rheingau za sbírku povídek Fallensteller